# 지일근
지일근(1979년 12월 3일 ~)은 대한민국의 디자이너다. 2008년부터 인스탄톨로지 디자이너를 맡고 있다.

## 방송
- 패션왕 코리아 1 (2013)